# Björn Clarin
Björn Clarin, född 15 december 1936 på Gårda i Örgryte församling, död 17 juli 2017 i Trysil, Norge var  en svensk informatör, skribent, kompositör, textförfattare, grammofon- och TV-producent.
Clarin studerade vid Hvitfeldtska läroverket i Göteborg och medverkade med manus till skoltidningar och Konstföreningens kabaréer. Han TV-debuterade tillsammans med bland annat Dag Stålsjö och Per-Erik Bergendahl i ett lokalsänt underhållningsprogram nyårsafton 1956.
Han studerade nordiska språk, litteraturhistoria, teoretisk och praktisk filosofi vid Filosofiska fakulteten och var redaktör för dess tidning Götheborgske Spionen 1960.
Han medverkade också i olika uppsättningar vid Göteborgs Studentteater och som manusförfattare och aktör i flera spex, samt i Göteborgs första studentrevy Tittskåpet.

## Barnunderhållning
Clarin svarade tillsammans med K G Larsson för medverkan, manus och visor till serien 
Kapten Bäckdahl med Humle och Dumle som började sändas den 5 december 1958, 
och som sedan fick uppföljare fram till början av 1990-talet.
Han var också programledare i ett flertal barnprogramserier i SVT och för TRU och stod för manus, visor och medverkan tillsammans med skådespelerskan och sångerskan Evabritt Strandberg i serien Misse o Moje för Sveriges magasin. 
Clarin har skrivit för Svenska Teatern, Stockholms Barnteater, Helsingborgs Stadsteater, Göteborgs Parkteater, dockteaterensemblen Jokergruppen, barnteatern på Röhsska, samt svarade för musiken till barnrevyn Var är min cirkus? på Göteborgs Stadsteater 1973.
Clarin har även svarat för texter och musik till ett antal böcker, bland annat Storebror och Lillasyster hos tomtarna tillsammans med Eva och Dag Stålsjö, skriven 1961 och utgiven 1994.

## Revyskribent, TV- och grammofonproducent
Clarin har gjort produktioner för Sveriges Television och skrivit text och musik för Kar de Mummas revy på Folkan i Stockholm och Hagges revy på Lisebergsteatern i Göteborg. Han svarade också för vistexterna i föreställningen Fransk varieté: Ben Barka - en mardröm för de Gaulle, som gavs på Pistolteatern i Stockholm 1966.
Tillsammans med Sven-Eric Dahlberg har han producerat CD-serien Vårt hjärtas musik och tonsatt ett 60-tal av Harry Martinsons naturlyriska dikter, varav drygt hälften spelats in på en dubbel-LP med Evabritt Strandberg under titeln Drivved älskar jag. Han har också utgivit sviten Uppenbarelse med naturlyrik av Harry Martinson.
Till 100-årsjubileet av Lasse Dahlquists födelse 2010 sammanställde Clarin Dahlquists produktion som grammofonartist, kompositör och textförfattare i en musikbox omfattande 14 CD-skivor.

## Utmärkelser
- Mottagare av Pekka Langers Sveriges Yngre Lekares Föreningsdiplom 1956.
- Tilldelad Statens Konstnärsstipendium 1968 och 1974.
- Svenska Kompositörer av populärmusik SKAP:s Fred Winter-stipendiat 1973.
- Mottagare av Lerums Kommuns Kulturpris 2004.
- Vald till Årets Kal 2008 - 2011.